# Przyborowice (przystanek kolejowy)
Przyborowice – dawny przystanek osobowy kolejki wąskotorowej w Przyborowicach, w gminie Bogoria, w powiecie staszowskim, w województwie świętokrzyskim.